# Gemeinschaftskraftwerk Veltheim
Das Gemeinschaftskraftwerk Veltheim war ein Großkraftwerk in Veltheim, einem Stadtbezirk der ostwestfälischen Stadt Porta Westfalica. Die Anlage liegt am rechten Ufer der Weser, die zur Kühlung diente; die Anlieferung der Festbrennstoffe erfolgte per Bahnanschluss und Straße.
Eigentümer waren in der letzten Betriebsphase die Uniper Kraftwerke GmbH und die Stadtwerke Bielefeld. Das Kraftwerk wurde 2015 stillgelegt und das Kraftwerksgelände am 1. Februar 2018 nach zweijährigem Leerstand verkauft. Heute ist es im Besitz der Entwicklungsgesellschaft GKW Veltheim, die große Teile der Anlagen bis 2021 abreißen will. 
Das Kraftwerk hatte eine installierte Leistung von 892 Megawatt. Verfeuert wurden vor allem Steinkohle und Erdgas sowie Petrolkoks und Heizöl. Seit dem Jahr 2003 durften im Kraftwerk auch Sekundärbrennstoffe mitverbrannt werden.

## Aufbau und technische Daten
Das Kraftwerk verfügte über vier Blöcke, von denen drei bis März 2015 noch in Betrieb waren:
| Block | elektrische Leistung (MW) | Brennstoff                | Inbetriebnahme | Stilllegung |
| ----- | ------------------------- | ------------------------- | -------------- | ----------- |
| 1     | 100 MW                    | Steinkohle (+ Petrolkoks) | 1960 bis 1970  | 2000        |
| 2     | 100 MW                    | Steinkohle (+ Petrolkoks) | 1960 bis 1970  | 2015        |
| 3     | 300 MW                    | Steinkohle (+ Petrolkoks) | 1960 bis 1970  | 2015        |
| 4     | 400 MW                    | Kombiblock Gas/Heizöl     | 1975           | 2015        |

Das Kraftwerk hatte keine Kühltürme und kühlte den Sekundärkreislauf über das von der Weser entnommene Wasser.

## Geschichte
Die Gesellschaft Gemeinschaftskraftwerk Veltheim wurde 1959 als Gemeinschaftskraftwerk Weser von den Gesellschaftern der Stadtwerke Bielefeld (vertreten durch die Tochtergesellschaft Interargem), des Elektrizitätswerks Minden-Ravensberg und des Elektrizitätswerks Wesertal gegründet.
Im Jahr 2003 übernahm E.ON die Elektrizitätswerke Minden-Ravensberg und wurde damit neuer Mehrheitsgesellschafter am Gemeinschaftskraftwerk Veltheim, an dem die Stadtwerke Bielefeld weiterhin mit 33 % beteiligt waren.
2004 wurde das Gemeinschaftskraftwerk Weser am Standort Veltheim zusammen mit dem Hochspannungsnetz in die neue Gesellschaft Gemeinschaftskraftwerk Veltheim umbenannt. Damit wurden hier die konventionellen Stromerzeugungen im Gegensatz zur atomaren Stromerzeugung im Kernkraftwerk Grohnde gebündelt. Diese beiden Kraftwerke wurden von derselben Eigentümergemeinschaft betrieben. Das Gemeinschaftskraftwerk Weser ist außerdem mit 26 % am Kernkraftwerk THTR-300 im westfälischen Hamm beteiligt.
E.ON wollte sich 2008 aus der Beteiligung am Gemeinschaftskraftwerk Veltheim zurückziehen, um kartellrechtlich 100 % an E.ON Sverige (früher Sydkraft) zu erhalten. Dies ist jedoch nicht umgesetzt worden.
Im November 2013 teilte der Geschäftsführer mit, dass das Gemeinschaftskraftwerk Veltheim ab März 2015 wegen der geänderten Rahmenbedingungen stillgelegt werden soll. Strom wurde letztmals am 27. März 2015 produziert. Zur Gemeinschaftskraftwerk Veltheim GmbH zählte auch eine stillgelegte Gasturbine mit 60 Megawatt in Ummeln (Bielefeld).

## Nachnutzung und Rückbau
Während der Flüchtlingskrise in Deutschland 2015/2016 wurden die ehemaligen Bürogebäude des Kraftwerks bis 2016 als Notunterkunft für Flüchtlinge genutzt.
Das Kraftwerksgelände wurde am 1. Februar 2018 nach zweijährigem Leerstand verkauft und ist im Besitz der Entwicklungsgesellschaft GKW Veltheim, die große Teile der Anlagen bis 2021 abreißen will.
Am 10. Juli 2019 brach auf dem Gelände des stillgelegten Kraftwerks während der Abbrucharbeiten ein Brand aus, bei dem Teile der alten Gebäude einstürzten. Das betraf die vor allem die Rauchgasentschwefelungsanlage, die vollständig ausbrannte.
Der Standort des ehemaligen Kraftwerkstandorts soll in der Zukunft umgenutzt werden. Dafür werden sowohl der Regionalplan Ostwestfalen Lippe durch die Bezirksregierung Detmold als auch der Flächennutzungsplan der Stadt Porta Westfalica angepasst. Ziel ist es zum einen den Standort zur Energieversorgung im nördlichen Teilbereich zu erhalten, dort befindet sich das Umspannwerk. Der Kraftwerksbereich soll in einen allgemeinen Gewerbe- und Industriebereich umgewandelt werden. Der Teilbereich südlich der Bahnstrecke soll als Freifläche zur landwirtschaftlichen Nutzung und landschaftsorientierten Erholung gesichert werden.
Der Rückbau des Kraftwerks verzögert sich; so wurde die für Dezember 2019 geplante Sprengung eines Schornsteins verschoben.

## Brennstoffe

### Regelbrennstoffe
Das Kraftwerk war zunächst als Steinkohlekraftwerk genehmigt worden, wobei seit der Anpassung der Betriebsgenehmigung im Jahr 2004 die Steinkohle auch mit Petrolkoks ergänzt werden konnte. Die Ersatzbrennstoffe dürfen dabei den Schwefelfilter nicht überlasten. Der Block 4 wurde mit einer Gasturbine bestückt, die auch mit Heizöl betrieben werden konnte.

### Sekundärbrennstoffe
Am 9. April 2003 genehmigte das Staatliche Amt für Umwelt und Arbeitsschutz Ostwestfalen-Lippe (StAfUA) die Mitverbrennung von Tiermehl und Klärschlamm bis zu maximal 20 % der jeweils gefahrenen Feuerungswärmeleistung in den Blöcken 2 und 3. Am 13. Oktober 2005 wurde dem Kraftwerk durch das StAfUA die Änderungsgenehmigung nach Bundes-Immissionsschutzgesetz erteilt, Sekundärbrennstoffe mitzuverbrennen. Dieses sind gesetzliche definierte Ersatzbrennstoffe, meist thermisch verwertbare Abfälle sowie Klärschlamm und Tiermehl. Die Menge der verbrannten Zusatzstoffe wurde auf maximal 12 % der jeweils gefahrenen Feuerungswärmeleistung begrenzt. Ausgelegt war die Anlage auf die Verbrennung von bis zu 100 Tonnen Ersatzbrennstoff pro Tag. Der Block 3 besaß eine Schmelzkammerfeuerung, die Verbrennungstemperaturen von über 1600 Grad Celsius erlaubte. Zudem entsprachen die Abgasreinigungsanlagen den Anforderungen der 17. Bundes-Immissionsschutzverordnung für Müllverbrennung. Die Betreiber gingen davon aus, dass diese Temperaturen das rückstandslose Verbrennen der Sekundärrohstoffe ermöglichten und die gesetzlichen Grenzwerte eingehalten wurden.

## Netzanschluss

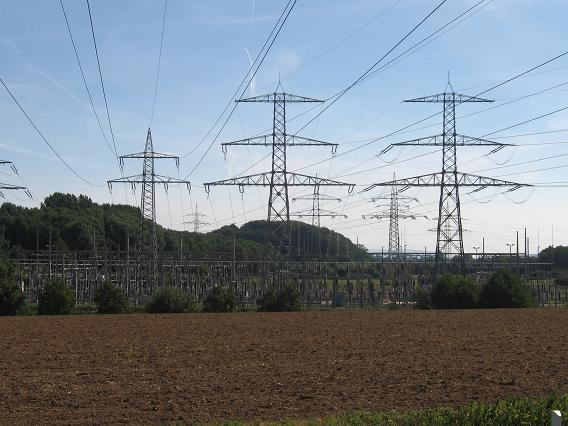
Umspannwerk Veltheim am Kraftwerk

Der Netzanschluss erfolgte auf der 110- bzw. 220-kV-Hochspannungsebene in das Netz der Netz Veltheim GmbH. Im Jahr 2015 wurde es vom Übertragungsnetzbetreiber Tennet gekauft.

## Kritik
Gegen die Verbrennung von Sekundärbrennstoff hatte sich eine Bürgerinitiative mit dem Namen „Saubere Umwelt ohne Müllverbrennung im Gemeinschaftskraftwerk Veltheim e. V.“ gegründet. Hauptsächlicher Anlass waren nachteilige Umweltauswirkungen infolge der Emissionen aus dem Kraftwerk bei verändertem Brennstoff.
Die Änderungsgenehmigung von 2005 zur Mitverbrennung von Sekundärbrennstoff war Gegenstand mehrerer verwaltungsrechtlicher Widerspruchsverfahren und Anfechtungsklagen. Beide Eilanträge gegen die Änderungsgenehmigung wurden 2006 abgewiesen.
Im Hauptverfahren klagten drei Anwohner, die Stadt Porta Westfalica und die Stadtwerke Porta Westfalica gegen die Änderungsgenehmigung zur Mitverbrennung von Sekundärbrennstoff. Inzwischen war die Bezirksregierung Detmold zuständige Genehmigungsbehörde. Alle Klagen wurden vom OVG Nordrhein-Westfalen als unbegründet abgewiesen:

„Namentlich sei nicht damit zu rechnen, dass die Mitverbrennung von Sekundärbrennstoffen zu unzumutbaren Belastungen durch Luftschadstoffe führen könnte. Die in der Änderungsgenehmigung festgeschriebenen Emissionsgrenzwerte entsprächen den Vorgaben aus der Großfeuerungsanlagenverordnung (17. BImSchV), die die Anforderungen für eine Verbrennung und Mitverbrennung von Abfällen regele. Die Änderungsgenehmigung stelle auch hinreichend sicher, dass die festgesetzten Emissionsbegrenzungen tatsächlich eingehalten würden. Dies werde insbesondere dadurch belegt, dass die Sekundärbrennstoffe keinen höheren Schadstoffgehalt aufwiesen als die schon durch die frühere Änderungsgenehmigung für eine Mitverbrennung zugelassenen Ersatzbrennstoffe Tiermehl und Klärschlämme. Die Stadt Porta Westfalica werde durch die Änderungsgenehmigung nicht in ihrer Planungshoheit verletzt.“

## Sonstiges
Auf der südlichen Freifläche zwischen Kraftwerk und Weser findet seit 2007 jährlich das eintrittsfreie Musikfestival festivalkult! mit ca. 20.000 Besuchern statt.